# Département de l'Ozama
1801–1809
Entités précédentes :
- Colonie de Saint-Domingue

Entités suivantes :
- Haïti (département de l’Ozama)

Le département de l’Ozama est un ancien département français, qui a existé de 1801 à 1809, situé dans la partie espagnole de l'île d'Hispaniola (aujourd'hui République dominicaine), quand celle-ci était sous domination française. Son chef-lieu était la ville de Saint-Domingue.

## Toponymie
Son nom vient de la rivière Ozama, aujourd'hui située en République dominicaine.

## Histoire
Le département de l’Ozama est créé par la loi du 24 Messidor an IX (13 juillet 1801) portant division du territoire de la colonie française de Saint-Domingue émanant de l'Assemblée Centrale de Saint-Domingue réunit par Toussaint Louverture, en remplacement du Département de l'Inganne. L'île est alors divisée alors en six départements. 
À la suite de la conquête de l'île par les troupes du général Leclerc au nom du Premier Consul, le territoire de la partie française de Saint-Domingue est divisé par l'arrêté du 2 messidor an 10 (21 juin 1802) en trois départements, mais ne dit rien de l'ancienne partie espagnole.
Le 30 thermidor an 10 (18 août 1802) un autre arrêté décide la partie ci-devant espagnole s'appellera à l'avenir partie Est et que la partie ci-devant française s'appellera à l'avenir partie Ouest avec chacune un préfet colonial à sa tête.
En fait, la partie Est est formée du département de Cibao et du département de l’Ozama. Il est maintenu et agrandi de la partie espagnole du département du Nord. 
Malgré la volonté des dirigeants haïtiens qui considérait le département comme partie intégrante de leur territoire, celui-ci reste sous l'autorité de la France jusqu'au 7 juillet 1809. À cette date les Espagnols rétablissent leur colonie de Saint-Domingue. 
En février 1822, à la suite de l'invasion haïtienne de la partie espagnole qui venait de se déclarer indépendant, le département de l'Ozama est rétabli, mais rapidement le nom de département du Sud-Est est utilisé.
Enfin, en 1844, à la suite de la révolution dans l'ancienne partie espagnole, le département est définitivement supprimé.

## Territoire

### Département de 1801
Le département correspond à peu près au département de l'Inganne. Il est formé, du sud de la partie espagnole, des partidos d’Azua, Santo-Domingo et El Seibo.
Le département créé par Toussaint Louverture par la loi du 24 messidor an IX (13 juillet 1801) est délimité comme suit : « La limite de ce département prend du point où celle du département de Cibao ; elle fuit de l’ouest à l’est celle du département de Cibao jusqu’à la baie de Samana, la côte sud de cette baie jusqu’au Cap-Raphael ; de ce point, le développement de la côte à l’est et au sud jusqu’à la rivière de Neybe, et se termine à l’ouest par celle du département de l’Ouest et d’une portion de celle de Louverture." Le chef-lieu de ce département est Santo-Domingo.»

#### Organisation territoriale
Le département est organisé en 3 arrondissements militaires et 15 paroisses:
Les 3 arrondissements militaires:
- Santo-Domingo, Azua, San-Pedro
Les 13 paroisses: 
- Savana Lamar (Sabana de la Mar),  Higuey, Ceibo, Bayaguana, Mont-de-Plata, Boya, San-Lorenzo, Santo Domingo y compris San-Carlos, Santa-Rosa, San-Gregorio de los Ingenios, Baní, Azua, San-Juan de la Maguana.

#### Organisation judiciaire
Le département est organisé en 3 tribunaux d'instance par la loi sur l'organisation des tribunaux du 4 Thermidor an IX (23 juillet 1801):
Le tribunal de Santo-Domingo regroupe les paroisses de:
- Santo-Domingo, San-Lorenzo, Santa-Rosa, San-Gregorio de los Ingenios.
Le tribunal de Ceibo, regroupe les paroisses de:
- Ceibo, Savana-Lamar, Higuey, Bayaguana, Mont-de-Plata, Boya
Le tribunal d’Azua, regroupe les paroisses de:
- Azua, Bani, San-Juan de la Maguana, Barahona, Neiba (du département de l’Ouest).

### Département de 1802
Le département mis en place par le général Leclerc correspond au département de l’Ozama créé en 1801, avec en plus la paroisse Neiba de l'ex-partie espagnole qui était rattachée au département de l'Ouest de 1801.

#### Organisation territoriale
En l'absence de documents sur son organisation, on peut supposer que le département est divisé en 14 paroisses : Savana Lamar, Higuey, Ceibo, Bayaguana, Mont-de-Plata, Boya, San-Lorenzo, Santo-Domingo y compris San-Carlos, Santa-Rosa, San-Gregorio de los Ingenios, Bani, Azua, San-Juan de la Maguana, Neybe.
Dans une affiche placardée en 1805 et signée par le Général Ferrand, il apparaît que la paroisse de Neybe est rattachée à Haïti, sûrement au département de l'Ouest.